# David Chadwick (boeddhist)
David Chadwick (Texas, 1945) is een Amerikaans Zen-boeddhist, schrijver en spiritueel leraar.
In 1966 vertrok hij naar Californië en werd daar student van Shunryu Suzuki en in 1971, kort voor de dood van Suzuki, werd hij daar ingewijd als priester en bleef meerdere jaren aan het San Francisco Zen Center verbonden.
Chadwick schreef verschillende boeken over boeddhisme en aanverwante onderwerpen, waaronder de biografie van Suzuki, Crooked Cucumber, dat naar het Nederlands werd vertaald als Kromme Komkommer
John Halpern interviewde hem vanwege zijn documentaire Refuge uit 2006.